# Euphorbia famatamboay
Euphorbia famatamboay es una especie fanerógama perteneciente a la familia de las euforbiáceas. 

## Descripción
Es un arbusto, con tallo suculento; que se en cuen tra en el matorral subárido, a una altitud de 0-499 metros.

## Distribución y hábitat
Es endémico de Madagascar en la Provincia de Toliara. Su natural hábitat son los bosques secos tropicales o subtropicales  o zonas de arbustos. Está amenazado por la pérdida de hábitat.

## Variedades
- Euphorbia famatamboay subsp. famatamboay
- Euphorbia famatamboay subsp. itampolensis F.Friedmann & Cremers (1976).

## Taxonomía
Euphorbia famatamboay fue descrita por F.Friedmann & Cremers y publicado en Adansonia 16(2): 253, t. 1(2), 2 (3–4) & 3 (3). 1976.
Etimología
Euphorbia: nombre genérico que deriva del médico griego del rey Juba II de Mauritania (52 a 50 a. C. - 23), Euphorbus, en su honor – o en alusión a su gran vientre –  ya que usaba médicamente Euphorbia resinifera. En 1753 Carlos Linneo asignó el nombre a todo el género.
famatamboay: epíteto